# Suchart Chaivichit
Suchart Chaivichit foi um jogador de xadrez da Tailândia, com diversas participações nas Olimpíadas de xadrez. Suchart participou das edições de 1980 a 1996 tendo conquistado três medalhas no total. Na edição de 1982 e 1996 conquistou a medalha de prata por participação individual no terceiro tabuleiro. Na edição de 1988, conquistou a medalha de ouro por participação individual no quarto tabuleiro.